# روبرت دبليو. ستروب
روبرت دبليو. ستروب هو سياسي أمريكي، ولد في 6 مايو 1920 في سان فرانسيسكو في الولايات المتحدة، وتوفي في 27 نوفمبر 2002 في سبرينغفيلد في الولايات المتحدة بسبب مرض آلزهايمر. نشط حزبياً في الحزب الديمقراطي. وقد انتخب أمين صندوق الدولة ‏ وانتخب عضو مجلس ولاية أوريغون ‏ وانتخب حاكم ولاية أوريغون ‏ (13 يناير 1975 – 8 يناير 1979).